# Кирел (Горња Марна)
Кирел (фр. Curel) насеље је и општина у североисточној Француској у региону Шампањ-Арден, у департману Горња Марна која припада префектури Сен Дизје.
По подацима из 2011. године у општини је живело 439 становника, а густина насељености је износила 57,54 становника/km². Општина се простире на површини од 7,63 km². Налази се на средњој надморској висини од 177 метара.

## Демографија
| 1962. | 1968. | 1975. | 1982. | 1990. | 1999. | 2011. |
| ----- | ----- | ----- | ----- | ----- | ----- | ----- |
| 538   | 543   | 508   | 505   | 485   | 424   | 439   |

График промене броја становника у току последњих година